# Tobias Bonatti
Tobias Fabian Christoph Bonatti (Innsbruck, 18 maggio 1998) è un giocatore di football americano austriaco, di ruolo runningback.
Ha sempre giocato ai Tirol Raiders, prima nel campionato austriaco e poi nel campionato semiprofessionistico ELF

## Palmarès
- Austrian Bowl (Tirol Raiders: 2016, 2018, 2019, 2021)
- CEFL Bowl (Tirol Raiders: 2019)
- Superfinal (Tirol Raiders: 2018)
- ECTC Championship Game (Tirol Raiders: 2019)